# Касте-е-Кастійон
Касте-е-Кастійон (фр. Castets et Castillon) — муніципалітет у Франції, у регіоні Нова Аквітанія, департамент Жиронда. Касте-е-Кастійон утворено 1 січня 2017 року шляхом злиття муніципалітетів Кастетс-ан-Дорт i Кастійон-де-Кастетс. Адміністративним центром муніципалітету є Кастетс-ан-Дорт. Населення — 1513 осіб (01.01.2021).